# 邮电大楼站
邮电大楼站是一个位于中华人民共和国甘肃省兰州市城关区团结新村街道与铁路东村街道交界平凉路与民主东路交叉口南侧地下，属于兰州轨道交通2号线的地铁车站，于2023年6月29日开通。

## 车站结构
邮电大楼站平凉路设置，为地下三层双柱三跨岛式站台车站，车站长175米，标准段宽21.6米，车站地下一层为站厅层，地下三层为站台层。
| 地面              | 出入口 | A-B、D出入口 |
| 地下一层          | 站厅   | 客服中心、自动售票机、验票机                                                                                        |
| 地下二层          | 设备层 | |
| 地下三层          | 站台层 | \| \| \| █ 2号线往东方红广场（終點站） \| \| 島式 · 開左邊车门 \| \| \| \| \| \| █ 2号线往雁白大桥（兰州火车站） \| |
|                   |        | █ 2号线往东方红广场（終點站）                                                                                       |
| 島式 · 開左邊车门 |        | |
|                   |        | █ 2号线往雁白大桥（兰州火车站）                                                                                     |

## 车站出口
邮电大楼站共设3个出口，各出口及周围设施如下所示：
| 编号                | 建议前往的目的地 | 照片 | 无障碍设施 |
| ------------------- | ---------------- | ---- | ---------- |
| A · 出口 · （设有） | 平凉路东侧       |      |            |
| B · 出口            | 平凉路东侧       |      | 不適用     |
| D · 出口            | 平凉路西侧       |      | 不適用     |
| 图例： 设有         |                  |      |            |

## 接驳交通

### 公交车
- 邮电大楼地铁站：6路、7路、11路、12路、31路、36路、112路、126路、131路

## 车站历史
- 2017年10月30日，车站正式开工[4]。
- 2020年1月16日，车站主体结构封顶[2]。
- 2023年6月29日，车站随2号线一期工程通车开通[1]。